# Spreizende Melde
Die Spreizende Melde (Atriplex patula), auch Ruten-Melde, seltener Ausgebreitete Melde, Gemeine Melde, Gewöhnliche Melde oder Spreizmelde genannt, ist eine Pflanzenart aus der Gattung der Melden (Atriplex) innerhalb der Familie der Fuchsschwanzgewächse (Amaranthaceae).

## Beschreibung

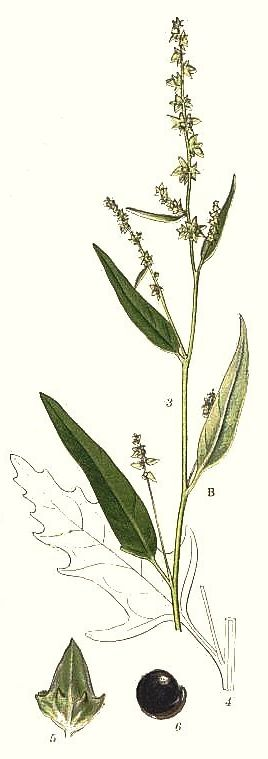
Illustration

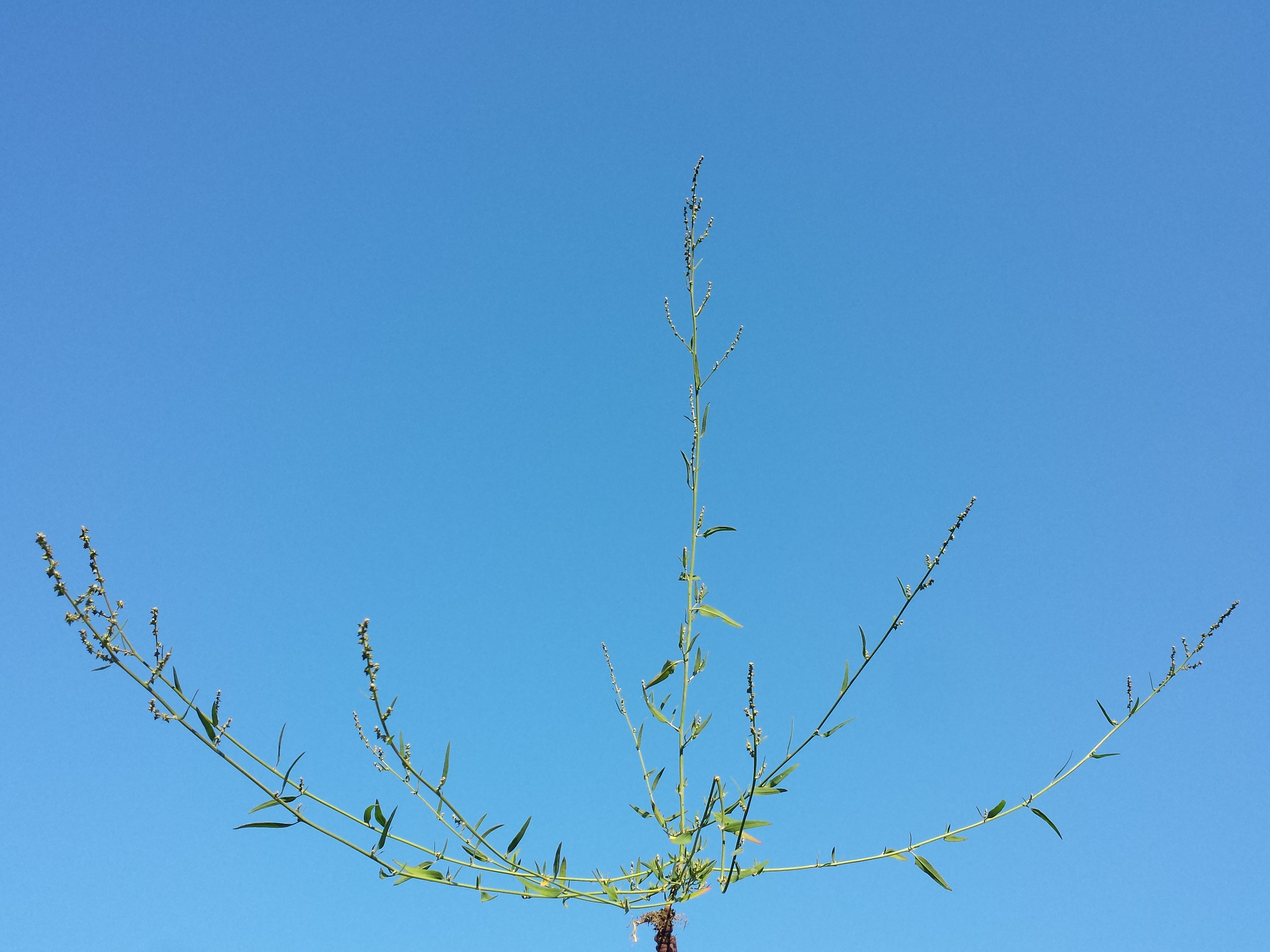
Habitus

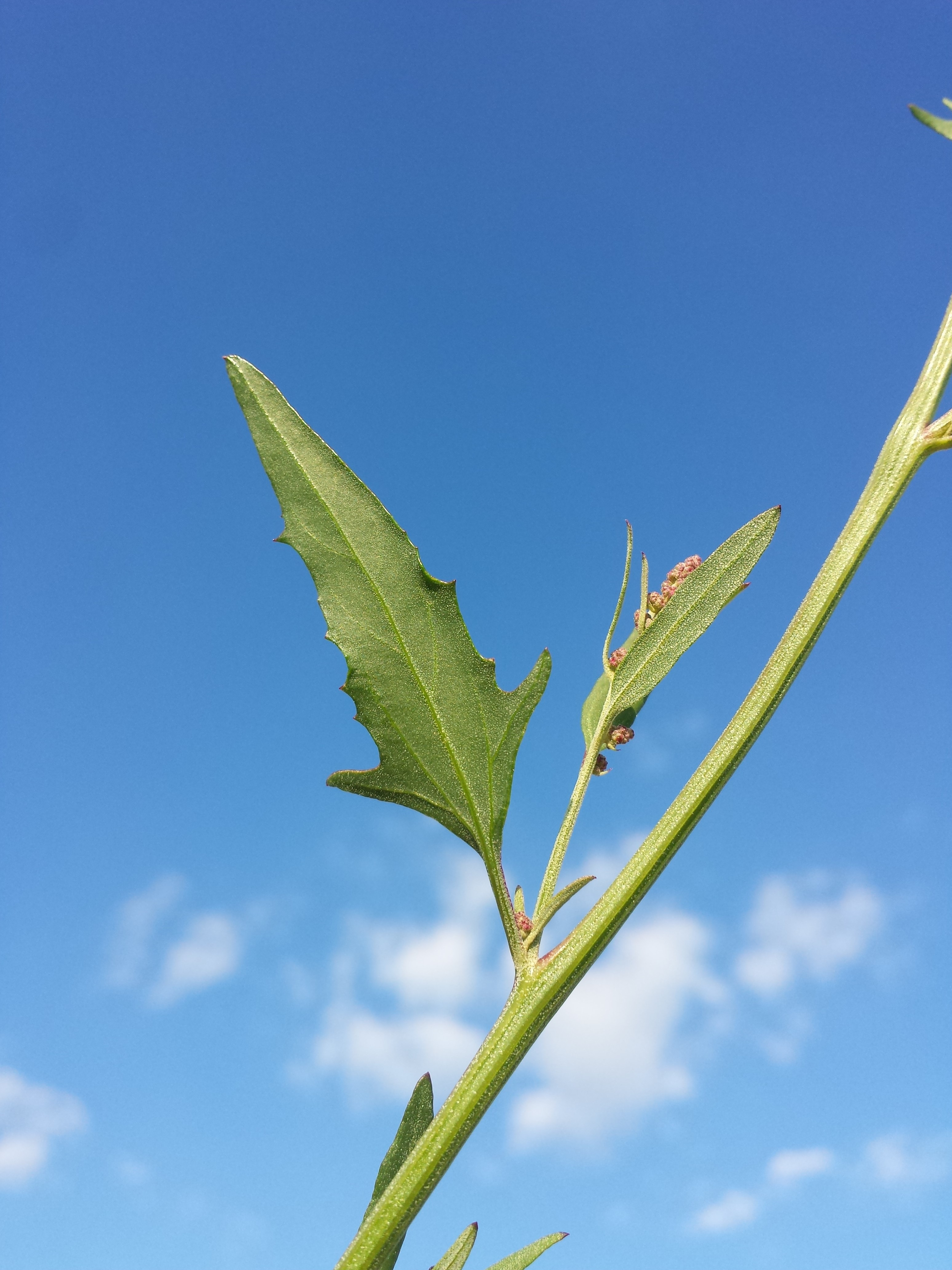
Stängel mit Laubblättern

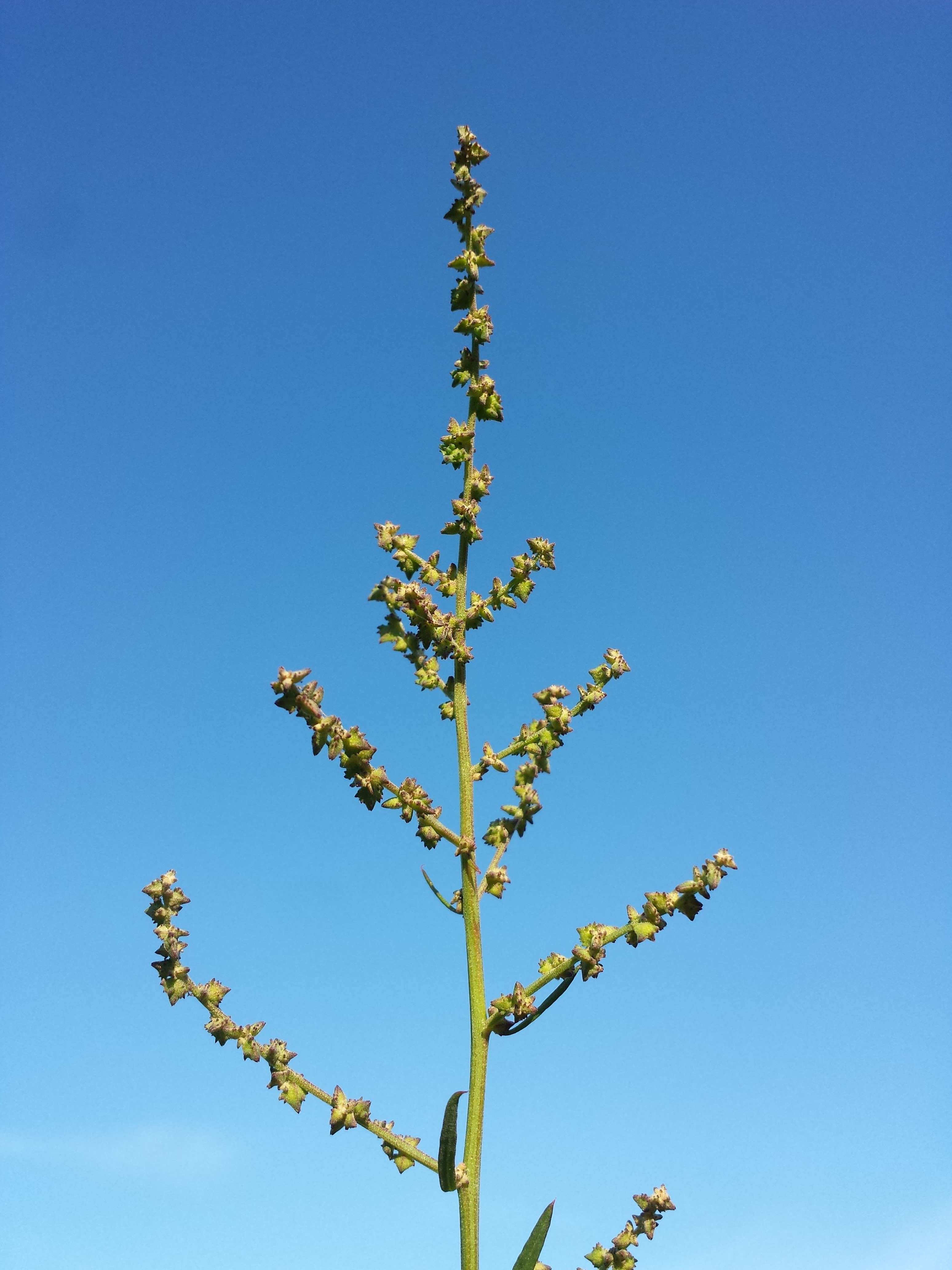
Blütenstand (Individuum mit vorwiegend weiblichen Blüten)

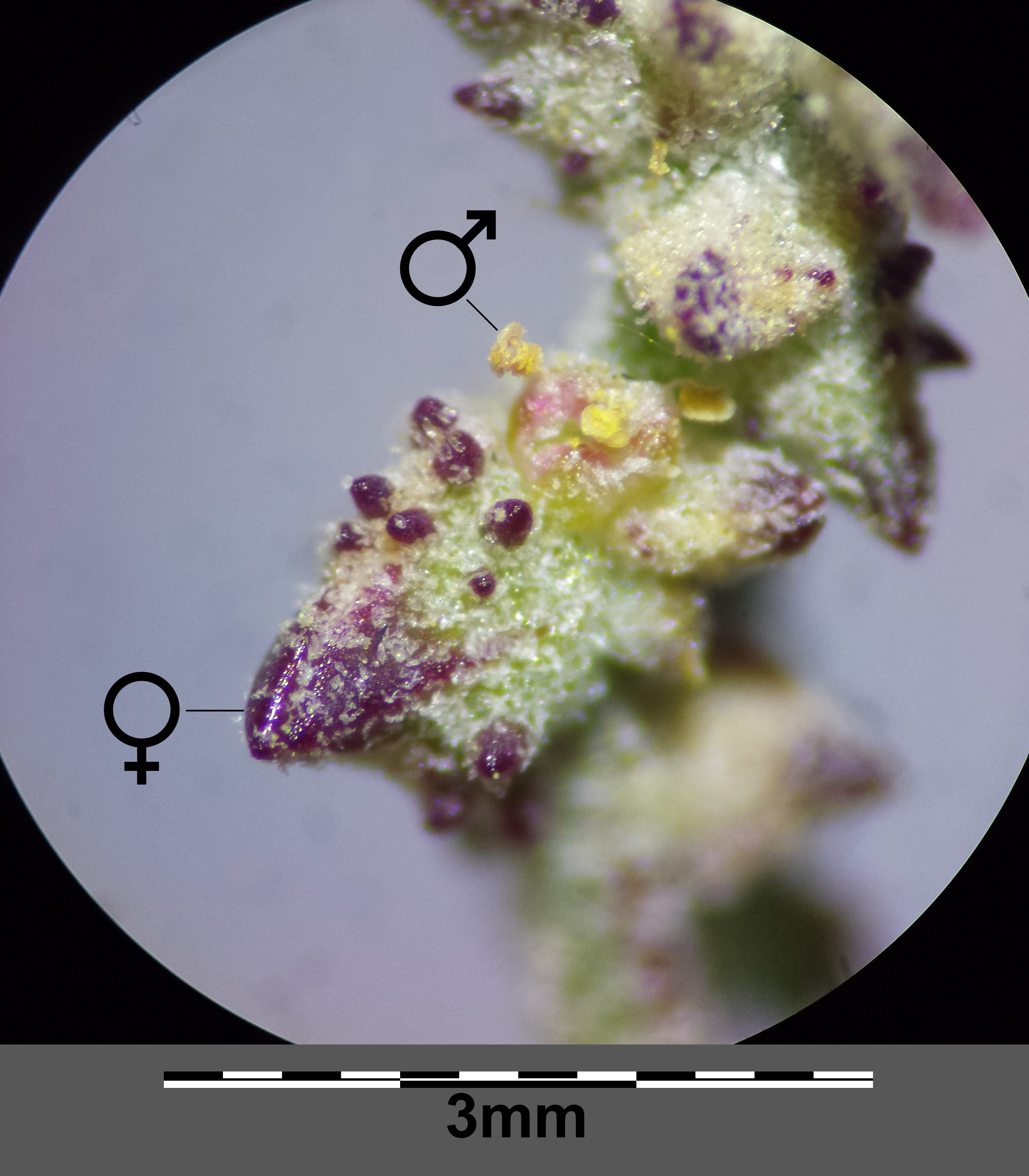
Blütenstand mit weiblicher und männlicher Blüte

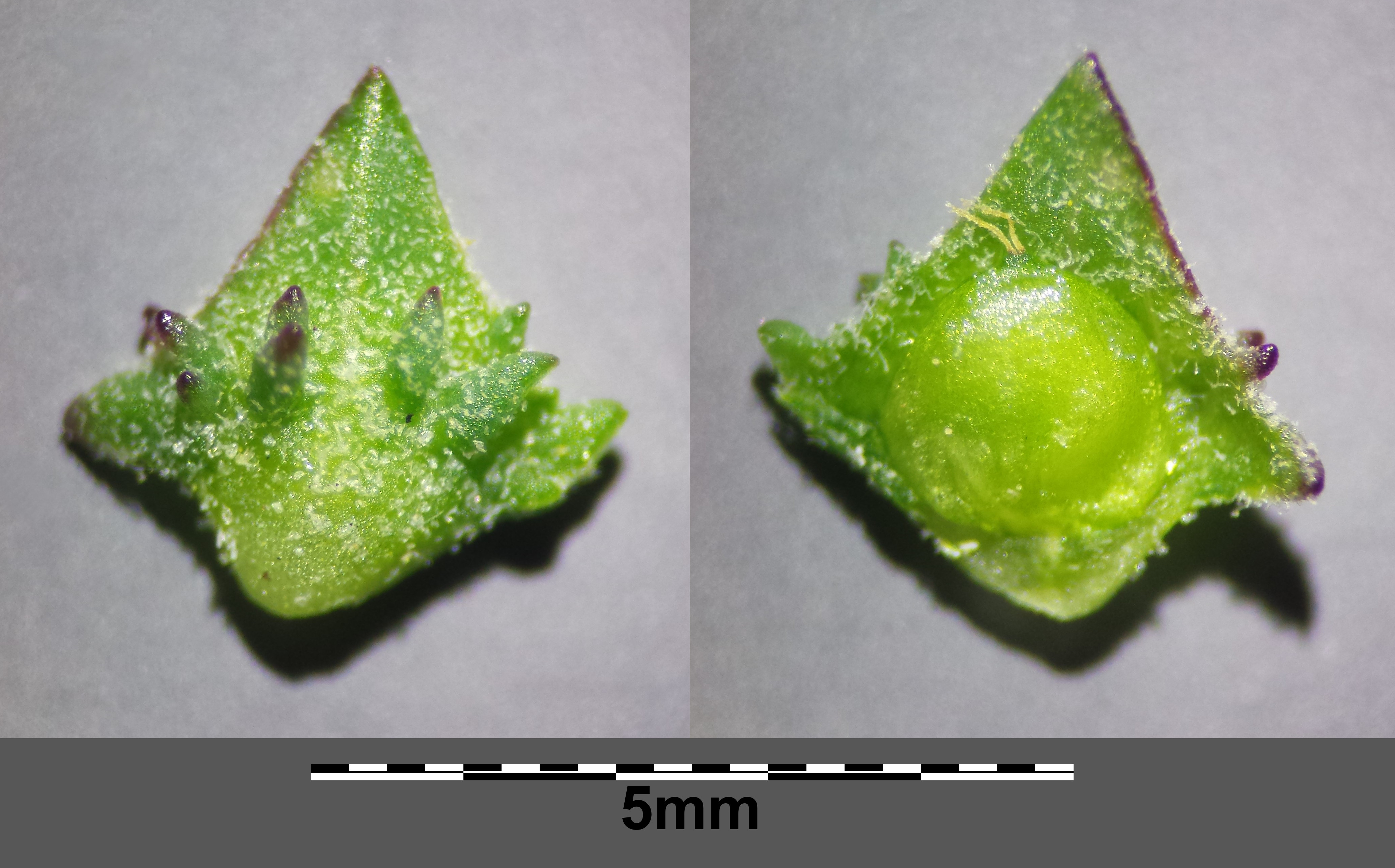
Weibliche Blüte mit zwei Vorblättern, rechts vorderes Vorblatt entfernt

### Vegetative Merkmale
Die Spreizende Melde ist eine einjährige krautige Pflanze. Der aufrechte, im oberen Teil deutlich gerippte und gestreifte Stängel erreicht eine Länge von (10 bis) 30 bis 100 (bis 150) Zentimetern; er ist stark verzweigt mit langen, waagerecht oder schräg abgespreizten bis bogenartig aufsteigenden Ästen, die dunkel-grün und kahl sind.
Die wechselständig (die untersten auch gegenständig) am Stängel angeordneten Laubblätter sind in Blattspreite und Blattstiel gegliedert. Der Blattstiel ist 5 bis 12 Millimeter lang. Die Laubblätter besitzen eine Länge von 25 bis 120 Millimetern und eine Breite von meist 3 bis 40, selten bis zu 75 Millimetern. Die beidseitig grüne Blattspreite der unteren Blätter ist länglich dreieckig-rhombisch, spießförmig oder schwach dreilappig, mit keilförmigem Blattgrund oder mit basalen Spießecken und am Rand gezähnt. Die Blattspreite der oberen, sind manchmal auf der Blattunterseite gräulich, lanzettlich und meist ganzrandig.

### Blütenstand und Blüte
In unterbrochenen ährigen Blütenständen befinden sich vier bis zehn Blüten in Knäueln. Die Spreizende Melde ist einhäusig getrenntgeschlechtig (monözisch) oder fast zweihäusig getrenntgeschlechtig (diözisch).
Die männlichen Blüten besitzen vier bis fünf längliche, grüne Blütenhüllblätter (Tepalen) und vier bis fünf Staubblätter. Die weiblichen Blüten werden von zwei grünen, rhombischen Vorblättern umhüllt, Blütenhüllblätter sind nicht vorhanden, sie enthalten nur einen vertikalen Fruchtknoten mit zwei fadenförmigen Narben.

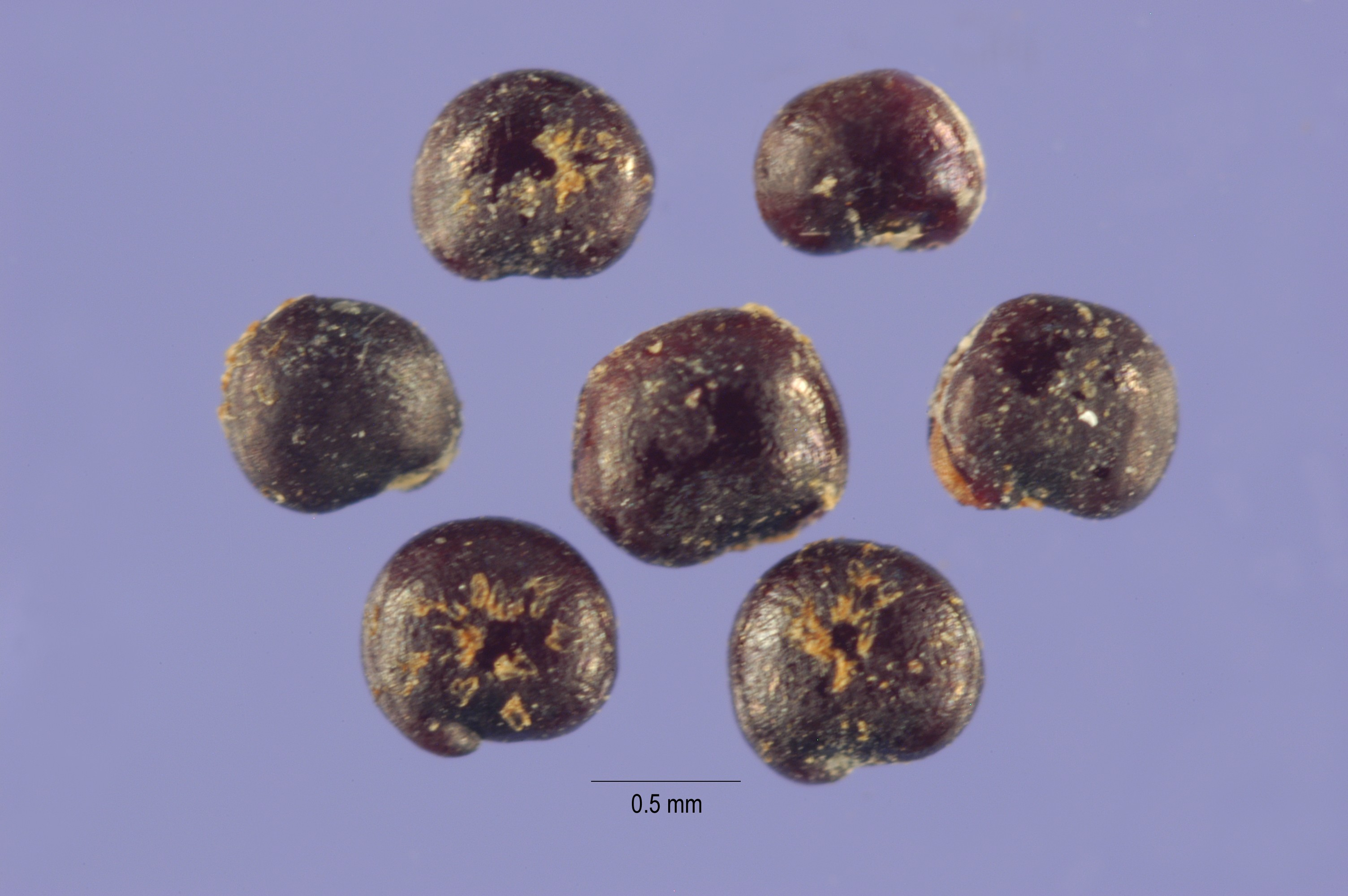
Samen

### Frucht und Samen
Die vertikale Frucht wird von den krautigen, im unteren Drittel (bis fast zur Mitte) miteinander verwachsenen Vorblättern umhüllt, die sich zur Fruchtreife schwarz verfärben können; sie sind bei einer Länge von 2 bis 7, selten bis zu 20 Millimetern rhombisch oder rhombisch-dreieckig, an der breitesten Stelle mit nach oben gestreckten Seitenecken und ganzrandig oder gezähnt und auf ihrer Rückseite tragen sie meist Anhängsel.
Die häutige Fruchtwand umgibt den Samen. Es gibt zwei verschiedene Samenformen (Heterokarpie): Hell-braune, etwas konkave Samen mit einem Durchmesser von 1,8 bis 3 Millimetern, sowie rötlich-schwarze, flache oder konvexe Samen mit einem Durchmesser von nur etwa 1,5, selten bis zu 2 Millimetern.

### Chromosomenzahl
Als Chromosomenzahlen werden 2n = 36 und 2n = 18 angegeben.

## Ökologie
Die Spreizende Melde ist eine C3-Pflanze mit normaler Blattanatomie.
Die Blütezeit reicht in Deutschland von Juli bis Oktober, Fruchtreife ist von September bis Oktober. Die Bestäubung erfolgt in der Regel durch den Wind oder durch Selbstbestäubung, selten auch durch Insekten. Die die Frucht umgebenden Vorblätter verlängern sich nach der Blüte und dienen als Flugorgan für die Windausbreitung; daneben erfolgen Schwimmausbreitung und Menschenausbreitung als Ruderalpflanze. Die Pflanze ist ein Wintersteher.
Die Spreizende Melde wird von den Raupen von Schmetterlingen als Nahrung genutzt, beispielsweise von Meldenflureule (Dicestra trifolii) und Meldeneule (Trachea atriplicis), dem Miniersackträger Coleophora vestianella, Gänsefuß-Blütenspanner (Eupithecia sinuosaria), Melden-Blattspanner (Pelurga comitata), dem Bläuling Brephidium exilis, der Federmotte Emmelina monodactyla und der Ziermotten Scythris limbella und Scythris sinensis. Die Nymphen der Meldenwanze Parapiesma quadratum saugen den Pflanzensaft.
Ein Falscher Mehltaupilz, Peronospora minor, lebt parasitisch auf der Spreizenden Melde. Auf lebenden Stängeln können zahlreiche schwarze Flecken durch die Fruchtkörper (Pyknidien) der Schlauchpilze-Anamorphe Stagonospora atriplicis hervorgerufen werden.

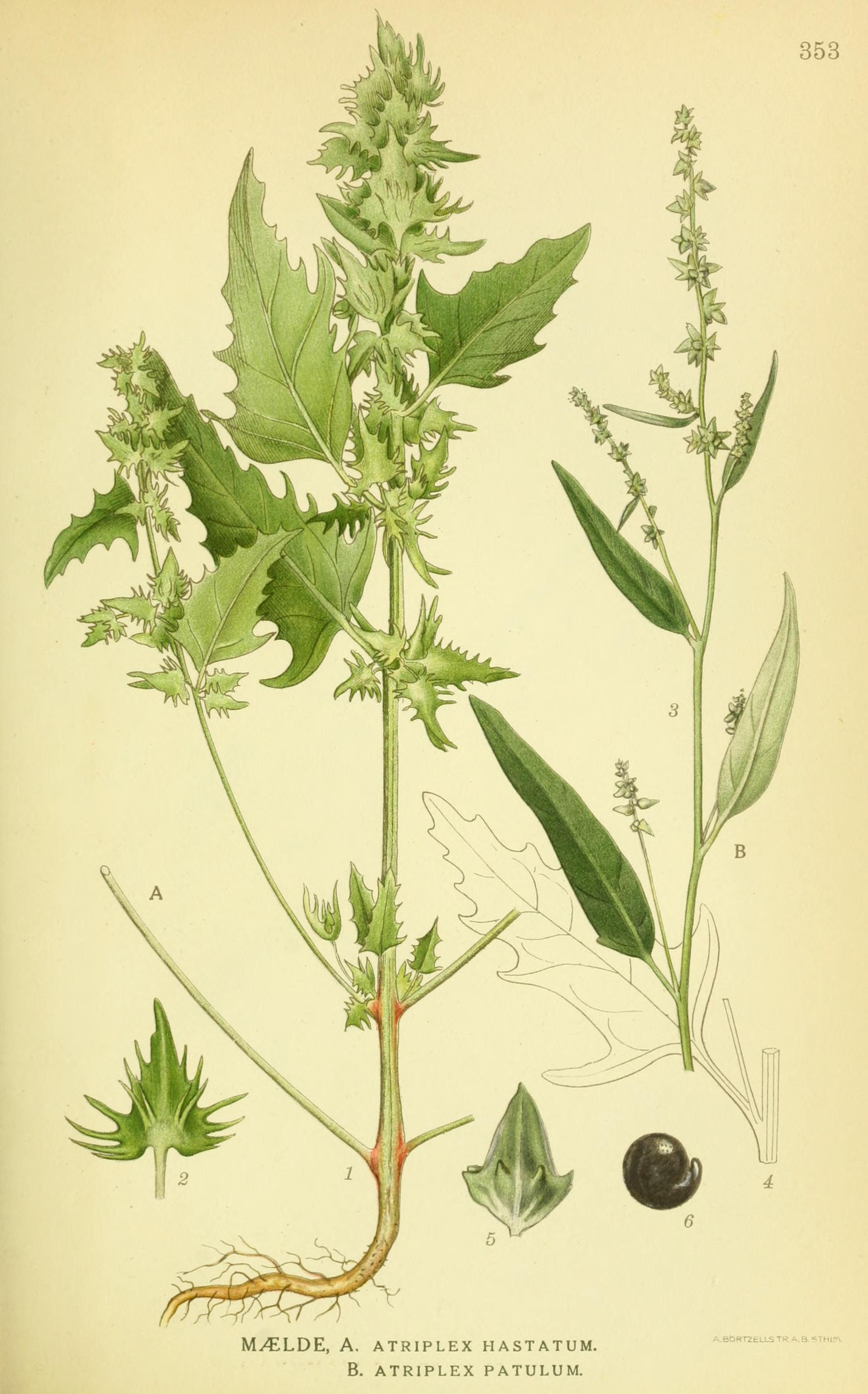
Illustration aus Billeder af nordens flora, 1917

## Vorkommen
Das natürliche Verbreitungsgebiet der Spreizenden Melde umfasst ganz Europa, Nordafrika, Westasien und Sibirien bis zum chinesischen Xinjiang. Als Neophyt ist sie auch in anderen Teilen von China zu finden. In Nordamerika ist die Spreizende Melde in der ersten Hälfte des 18. Jahrhunderts eingeführt worden und dort weit verbreitet. Auch in Südamerika kommt sie als Neophyt vor.
Ihr Lebensraum sind fast überall Ruderalgesellschaften, nur selten wächst die Spreizende Melde auch an Meeresküsten oder in sandigen Steppen. In Deutschland ist die Spreizende Melde ein Archäophyt oder war eventuell auch ohne Zutun des Menschen bereits einheimisch. Sie besiedelt kurzlebige Unkrautfluren in Äckern und Gärten, an Schuttplätzen oder Wegen, oder wächst an trockenfallenden Flussufern. Sie gedeiht meist auf frischen, nährstoffreichen, lockeren Ton- und Lehmböden mit neutralem Boden-pH. Von der Ebene dringt sie bis zu einer Höhenlage von 1100 Meter (in Vorarlberg) vor. In den Allgäuer Alpen steigt sie in Vorarlberg nahe dem Hochhäderich bis zu 1250 Meter auf.
Im System der Pflanzensoziologie ist sie eine Kennart der Klasse Chenopodietea, und eine Differentialart des Verbands Chenopodion rubri. Die ökologischen Zeigerwerte nach Landolt et al. 2010 sind in der Schweiz: Feuchtezahl F = 2+w (frisch aber mäßig wechselnd), Lichtzahl L = 4 (hell), Reaktionszahl R = 4 (neutral bis basisch), Temperaturzahl T = 4 (kollin), Nährstoffzahl N = 4 (nährstoffreich), Kontinentalitätszahl K = 4 (subkontinental), Salztoleranz = 1 (tolerant).

## Systematik
Die Spreizende Melde (Atriplex patula) zählt innerhalb der Gattung Atriplex zur Sektion Teutliopsis Dumort.
Die Erstveröffentlichung von Atriplex patula erfolgte 1753 durch Carl von Linné in Species Plantarum, Tomus II, S. 1053–1054 Synonyme für Atriplex patula L. sind: Atriplex angustifolia Sm., Atriplex patula subsp. producta (Guss.) Giardina & Raimondo, Atriplex amana Post, Atriplex erecta Huds., Atriplex macrodira Guss., Atriplex patula subsp. amana (Post) Aellen, Atriplex patula subsp. erecta (Huds.) Arcang. und Atriplex patula subsp. macrodira (Guss.) Arcang. In der Flora of North America werden auch Atriplex hastata subsp. patula (L.) S.Pons, Atriplex hastata var. patula (L.) Farwell, Teutliopsis patula (L.) Celak. als Synonyme genannt.

## Nutzung
Die jungen Laubblätter der Spreizenden Melde sind essbar und können roh oder gekocht wie Spinat zubereitet werden. Ihr milder, etwas ausdrucksloser Geschmack kann durch Zugabe von Gewürzkräutern verbessert werden. Auch die Samen sind zum Verzehr geeignet, wenn auch etwas mühsam zu ernten. Sie können gemahlen zum Andicken von Suppen oder als Mehlzusatz verwendet werden.
Die frischen reifen Samen sollen ein wirksames Abführmittel sein.
Volksmedizinisch werden verriebene Samenstengel gegen Krampfadern eingesetzt.

## Trivialnamen
Weitere für die Pflanzenart belegte deutschsprachige Trivialnamen sind Milten, Mistmilten, Scheißmilten und Schissmalter.